# Корвет (БПЛА)
Корвет — Российский дрон бомбардировщик разработанный компанией «Русское Оружие». Выпуск начат в 2024 году. Производство БПЛА введется при непосредственной поддержке губернатора Ленинградской области Александра Дрозденко и фонда поддержки военнослужащих «Ленинградский рубеж».

## Описание

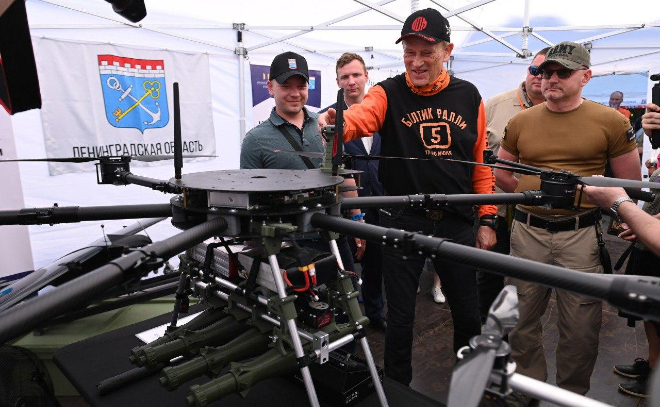
Губернатор Ленинградской области Александр Дрозденко осматривает БПЛА «Корвет»

Разработка БПЛА началась в начале 2024 года для удовлетворения нужд российской армии в тяжелых беспилотных комплексах ближнего действия.
Корвет — является гексакоптером, то есть имеет 6-ти моторную компоновку. Может нести 15 кг боезаряда или другого груза, подниматься до 600 метров в высоту и имеет дальность полета до 15 км. Может нести и сбрасывать различные типы снарядов — термобарические, кумулятивные, осколочно-фугасные, что позволяет эффективно поражать различные типы целей, в том числе танки и другую бронетехнику.
Благодаря оснащению тепловизионной камерой дрон способен эффективно выполнять различные боевые задачи в темное время суток.